# Wallingford (Royaume-Uni)
Pour les articles homonymes, voir Wallingford.
Wallingford est une ville de l'Oxfordshire, Angleterre. Elle se trouve entre les villes de Reading et Oxford, sur la Tamise.

## Histoire
Pour protéger son royaume des Vikings, le roi du Wessex Alfred le Grand améliore significativement l'état de plusieurs forteresses, ainsi que le démontrent des fouilles. Wallingford est l'un de ces burhs ou « villes fortifiées ». Pendant la conquête de l'Angleterre par Guillaume le Conquérant, après sa victoire à Hastings, ses armées contournent Londres pour remonter la vallée de la Tamise en direction de Wallingford, dont le seigneur saxon, Wigod, avait soutenu la cause de Guillaume. Il y recevra la soumission de Stigand, l’archevêque de Cantorbéry. Un des favoris de Guillaume, Robert d'Oilly de Lisieux y épousera également la fille de Wigod, certainement afin de consolider l’allégeance de son père à Guillaume. D'Oilly renforcera le château.
Le château de Wallingford tient un rôle important dans la guerre civile anglaise entre Étienne d'Angleterre et Mathilde l'Emperesse qui s'ensuit jusqu'au traité de Wallingford. Jean d'Angleterre et Richard de Cornouailles ont renforcé le château. Édouard Ier d'Angleterre, Marguerite d'Anjou et Owen Tudor, tous ont été emprisonnés dans le château de Wallingford. Jeanne de Kent y est morte en 1385. Le château de Wallingford est devenue une forteresse royaliste pendant la Révolution anglaise : en 1652, le Parlement ordonne sa destruction.
Les écrivains Agatha Christie et William Blackstone y ont vécu ; la peintre Edith Hayllar y est née en 1860.

## Jumelage
- Bad Wurzach (Allemagne)
- Luxeuil-les-Bains (France)